# Supertaça Cândido de Oliveira de 2021
A Supertaça Cândido de Oliveira de 2021 foi a 43.ª edição da Supertaça Cândido de Oliveira. 
Opôs o campeão nacional Sporting, enquanto vencedor da Primeira Liga de 2020–21, ao Braga, vencedor da Taça de Portugal de 2020–21.
O jogo ficou marcado pelo regresso do público aos estádios, após um ano e quatro meses de ausência, estando no jogo 7710 adeptos.

## Historial na prova
O Sporting, qualificou-se para a sua 11.ª participação na Supertaça Cândido de Oliveira, uma vez que venceu o Campeonato Nacional, tendo anteriormente conquistado 8 títulos na prova.
O Braga, qualificou-se para a sua 4.ª participação na Supertaça Cândido de Oliveira, uma vez que foi vencedor da Taça de Portugal, não tendo anteriormente conquistado qualquer título na prova.

## Qualificação
O Sporting qualificou-se para a Supertaça Cândido de Oliveira de 2021 enquanto Campeão Nacional e vencedor da Primeira Liga de 2020–21. 
O Braga qualificou-se para esta edição da Supertaça enquanto vencedor da Taça de Portugal de 2020–21.

## Partida
| 31 de julho de 2021 | Sporting                                | 2 – 1 | Braga          | Estádio Municipal de Aveiro           |
| 20:45               | Jovane Cabral 29' · Pedro Gonçalves 43' |       | Fransérgio 20' | Público: 7 710 Árbitro: João Pinheiro |

## Vencedor
| Supertaça Cândido de Oliveira 2021 |
| ---------------------------------- |
| Sporting (9º Título)               |